# Hermann von der Lieth-Thomsen

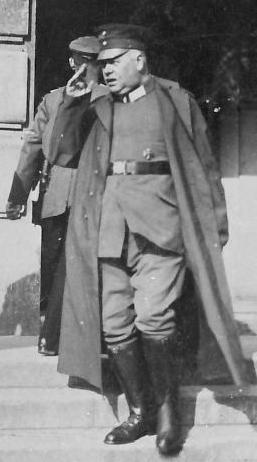
Hermann von der Lieth-Thomsen, 1918.

Hermann von der Lieth-Thomsen, född den 10 mars 1867 i Flensburg, död den 5 augusti 1942 på Sylt, var en tysk general och en av grundarna av Luftstreitkräfte, föregångaren till Tysklands flygvapen
Lieth-Thomsen inträdde i den preussiska armén 1888. När första världskriget började var han major och hade erfarenhet av insatser från luftskepp. Han utnämndes därför 27 mars 1915 till chef för fältflygväsendet (Chef des Feldflugwesens). Från november 1916 verkade han som Generalstabschef vid Luftstreitkräftes general Ernst von Hoeppner. 1918 befordrades han till överste. Efter första världskriget tilläts inte Tyskland ha ett flygvapen och Lieth-Thomsen lämnade militären. När Tyskland upprättade kontakter med Sovjetunionen för att i hemlighet bygga upp ett flygvapen deltog Lieth-Thomsen aktivt och ledde från 1925 den tyska militärmissionen i Sovjetunionen. Kort därefter insjuknade han i en ögonsjukdom och blev blind. Han blev trots detta reaktiverad i samband med att Luftwaffe upprättades 1935 och utnämndes till avdelningsledare i Luftwaffes krigsvetenskapliga avdelning. 1939 följde utnämningen till General der Flieger. Trots sina 75 år och att han var helt blind var Lieth-Thomsen vid sin död 1942 fortfarande aktiv flygvapenofficer - ett unikum i tysk militärhistoria som bara kan förklaras med hans epitet som Luftstridskrafternas fader (Vater der Luftstreitkräfte).
Hermann von der Lieth-Thomsen tilldelades Pour le Mérite 8 april 1917.